# Zwaluwnestorgel

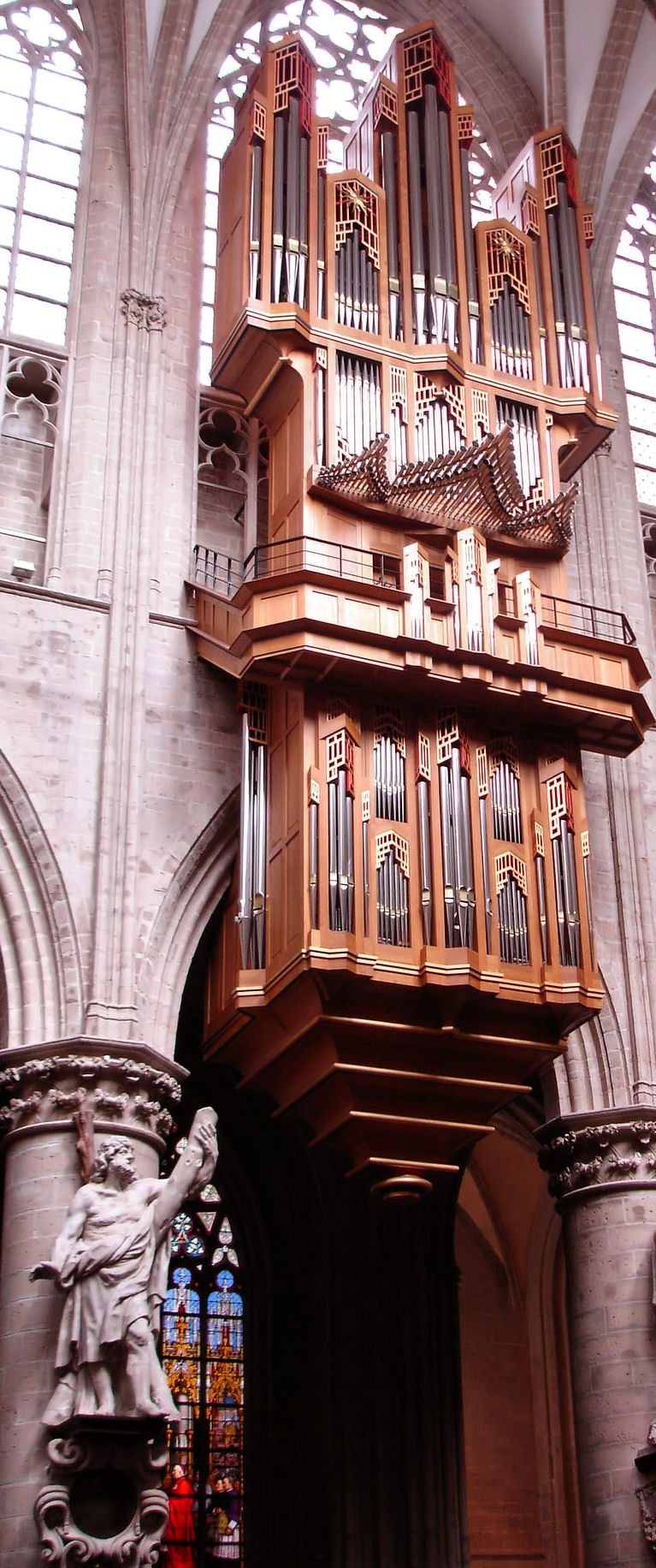
het Grenzing-Orgel te Brussel

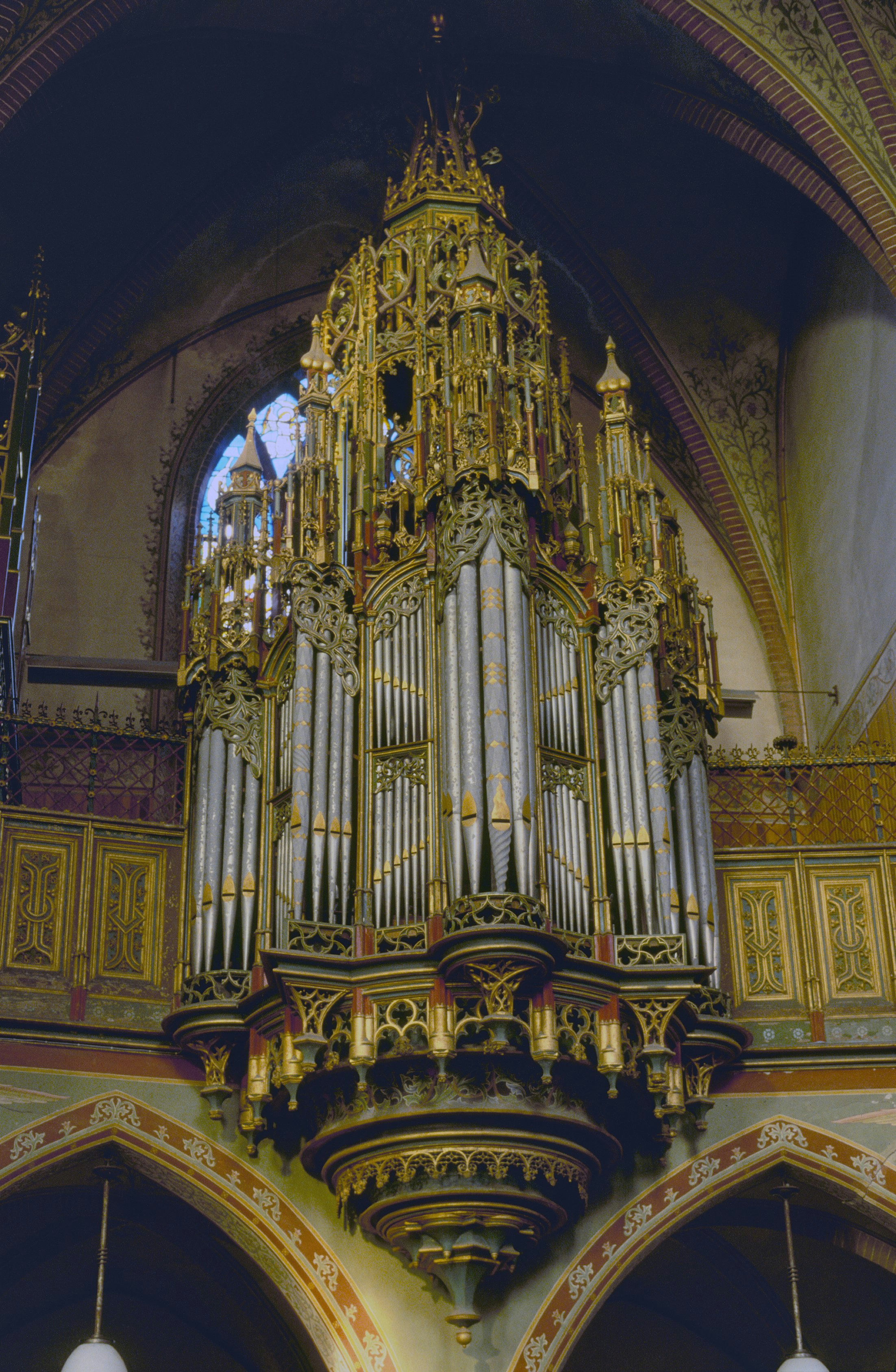
Orgel uit de vm. Nieuwezijdskapel, nu te Jutphaas

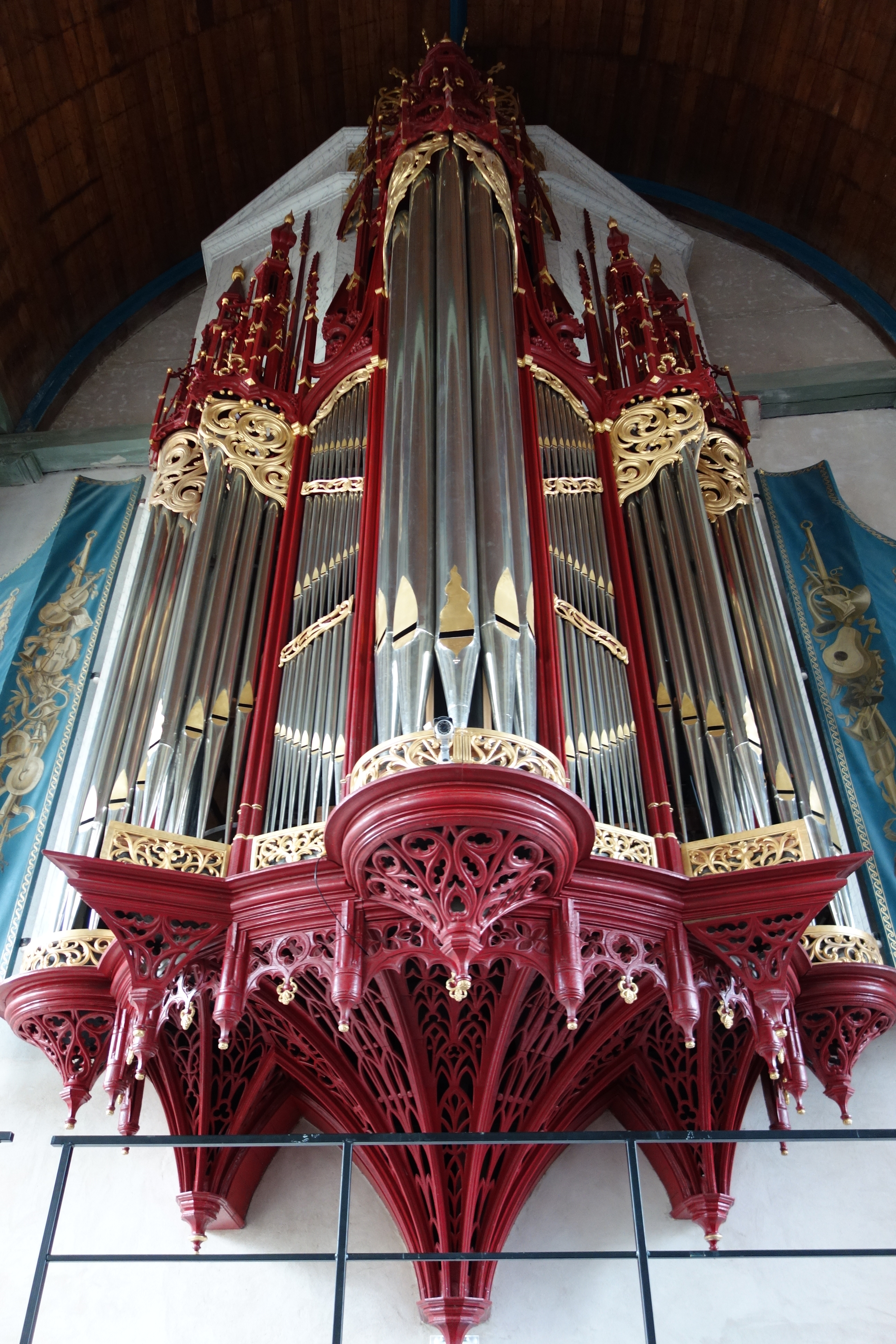
Zwaluwnestorgel (1780) van Gerstenhauer in Monnickendam met opengewerkt soffiet

Een zwaluwnestorgel is een pijporgel dat als een soort van "zwaluwnest" tegen een muur is opgehangen. Deze zwaluwnestorgels waren erg populair omstreeks 1500. Typerend aan dit soort orgels, is dat zij aan en muur lijken te hangen en daarbij op een soort voet steunen, het soffiet.

## Geschiedenis
Zwaluwnestorgels kwamen vooral veel voor in kerken tijdens de middeleeuwen en de renaissance, waar ze symbolisch waren voor 'goddelijke muziek' die voortkwam uit het effect van het instrument dat boven de kerkgemeenschap zweefde. Bij het bespelen van het orgel werd het visuele effect nog versterkt door de gelijkenis van de geopende kistdeuren met vleugels. Ook de benaming was symbolisch. Tijdens de Middeleeuwen werd vogelgezang namelijk gelijkgesteld met engelengezang.
Het eerste 'grote orgel' in de Notre-Dame van Parijs was een zwaluwnest, gebouwd in de vroege jaren 1300 en opgehangen boven het schip. Het nieuwe, grotere orgel dat het in 1401 verving, werd in een speciaal gebouwde stenen galerij boven de westelijke deur van de kathedraal geplaatst. 
Bach gebruikte het zwaluwnestorgel aan de oostmuur van de Thomaskirche in Leipzig voor de eerste uitvoeringen van de Matthäus-Passion (BWV 244) en het Magnificat in Es groot (BWV 243a), maar in 1740 was het in zo'n slechte staat dat het niet kon worden hersteld en gesloopt werd. 
De toenemende omvang en complexiteit van orgels leidde tot de relatieve zeldzaamheid van het type zwaluwnest en tegen het midden van de 18de eeuw was het galerijorgel dominant geworden. Onder invloed van de orgelhervormingsbeweging werden echter in de 20ste eeuw verschillende nieuwe zwaluwnestorgels gebouwd en werden oudere gerestaureerd of gereconstrueerd.

## Voorbeelden

### Historische voorbeelden
Een bekend voorbeeld is het oude orgel van de Nieuwezijds Kapel te Amsterdam, nu in de RK Nicolaaskerk van Jutphaas (Nieuwegein). Het zwaluwnestorgel voor de Ludgeri-Kirche in Norden in Oost-Friesland bouwde Arp Schnitger in 1686-1692. Een zeer laat voorbeeld, dat geen navolging heeft gekregen, is het orgel uit 1780 van Johann Gerstenhauer in de Grote of Sint-Nicolaaskerk te Monnickendam. 

### Recente voorbeelden
In de Brusselse kathedraal van Sint-Michiel en Sint-Goedele, werd voor het nieuwe orgel ook voor een zwaluwnestorgel geopteerd. Men ziet dit vaak in grote kerken, wanneer men om akoestische redenen het orgel rechtstreeks in het kerkschip wil laten klinken.  
In de dom van Keulen en in de dom van Trier hangen zwaluwnestorgels van Johannes Klais Orgelbau.
In 2014 werd door la Manufacture d'orgues Thomas (Stèr-Francorchamps - B) een nieuw, historisch geïnspireerd zwaluwnestorgel gebouwd in de Onze-Lieve-Vrouwe-basiliek van Tongeren.